# Tohi à tête olive
Atlapetes flaviceps
Espèce
Statut de conservation UICN

 NT  : Quasi menacé
Le Tohi à tête olive (Atlapetes flaviceps) est une espèce de passereaux de la famille des Passerellidae.

## Répartition
Il est endémique de la vallée du río Magdalena (Colombie).